# Gralewo (gromada)
Gralewo – dawna gromada, czyli najmniejsza jednostka podziału terytorialnego Polskiej Rzeczypospolitej Ludowej w latach 1954–1972.
Gromady, z gromadzkimi radami narodowymi (GRN) jako organami władzy najniższego stopnia na wsi, funkcjonowały od reformy reorganizującej administrację wiejską przeprowadzonej jesienią 1954 do momentu ich zniesienia z dniem 1 stycznia 1973, tym samym wypierając organizację gminną w latach 1954–1972.
Gromadę Gralewo z siedzibą GRN w Gralewie (w obecnym brzmieniu Stare Gralewo) utworzono – jako jedną z 8759 gromad na obszarze Polski – w powiecie płońskim w woj. warszawskim, na mocy uchwały nr VI/10/14/54 WRN w Warszawie z dnia 5 października 1954. W skład jednostki weszły obszary dotychczasowych gromad Dobrska, Dobrska Nowa, Gralewo, Gralewo Nowe, Kraśniewo, Szapsk i Złotopole ze zniesionej gminy Strożęcin w powiecie płońskim oraz obszary dotychczasowych gromad Młodochowo i Młodochowo Nowe ze zniesionej gminy Drobin w powiecie płockim (woj. warszawskie). Dla gromady ustalono 16 członków gromadzkiej rady narodowej.
1 stycznia 1959 z gromady Gralewo wyłączono wsie Młodochowo Nowe i Młodochowo Stare, włączając je do gromady Drobin w powiecie płockim.
31 grudnia 1959 do gromady Gralewo przyłączono (a) obszar zniesionej gromady Kiełbowo i (b) wieś Borzewo ze znoszonej gromady Cywiny-Dynguny – w powiecie płońskim, a także (c) wsie Młodochowo i Młodochowo Nowe z gromady Drobin oraz (d) wieś Wampiły ze znoszonej gromady Rogotwórsk – w powiecie płockim w tymże województwie.
Gromada przetrwała do końca 1972 roku, czyli do kolejnej reformy gminnej. 1 stycznia 1973 w powiecie płońskim utworzono gminę Gralewo.